# Darwinius masillae
Darwinius masillae Franzen et al., 2009 è un primate vissuto durante il Luteziano, periodo centrale dell'Eocene.
È considerato una forma transizionale tra le attuali linee evolutive degli strepsirrini e degli aplorrini.

## Nome
Il nome del genere è un omaggio a Charles Darwin nel bicentenario della sua nascita; il nome specifico ricorda Messel (in latino Masilla), il luogo di provenienza dell'olotipo.

## Storia
Lo scheletro fossile dell'olotipo, soprannominato "Ida", era stato trovato da uno sconosciuto ricercatore di fossili nel 1983 nel pozzo di Messel (Germania) ed era stato diviso in due parti, vendute separatamente e finite in un museo privato nel Wyoming (Stati Uniti d'America) e al museo di storia naturale dell'università di Oslo (Norvegia). Le due parti sono state ricongiunte solo nel 2007 e per due anni sono state sottoposte a studi che hanno portato nel 2009 alla descrizione della nuova specie da parte di Franzen et al.

Il fossile è stato presentato nel corso di una conferenza il 19 maggio 2009 all'American museum of natural history di New York, in una "atmosfera da grandi eventi".
La spettacolarizzazione della presentazione e alcune dichiarazioni roboanti (History Channel, per lanciare il documentario The Link, ha definito la scoperta "il più importante ritrovamento in 47 milioni di anni"; uno degli autori della descrizione, Jørn Hurum, ha definito l'animale "come un santo graal della paleontologia") hanno suscitato qualche perplessità, cui Hurum ha replicato dicendo che è un modo per portare l'attenzione del pubblico sulla scienza e che non lo trova così sbagliato.

## Descrizione

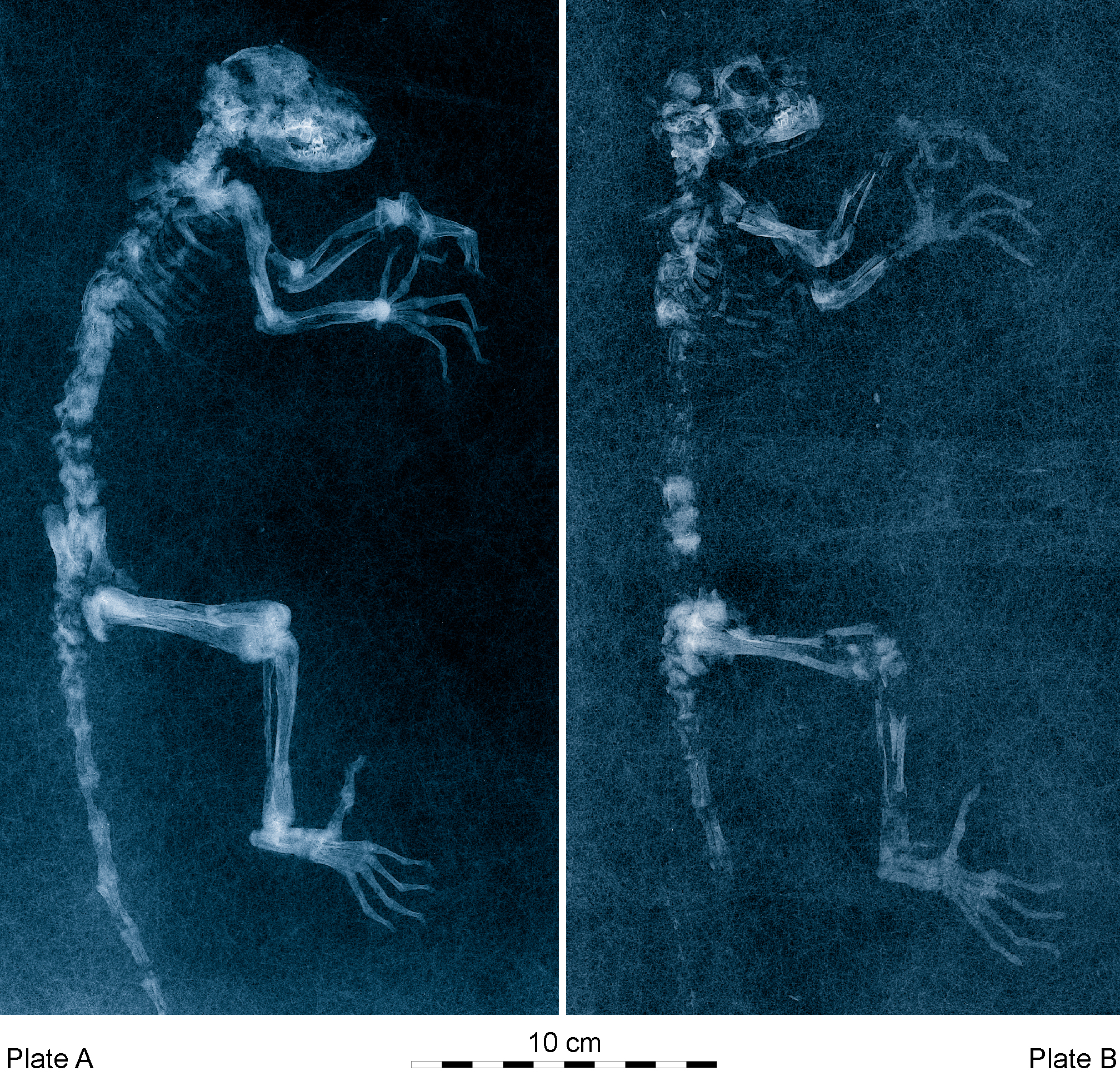

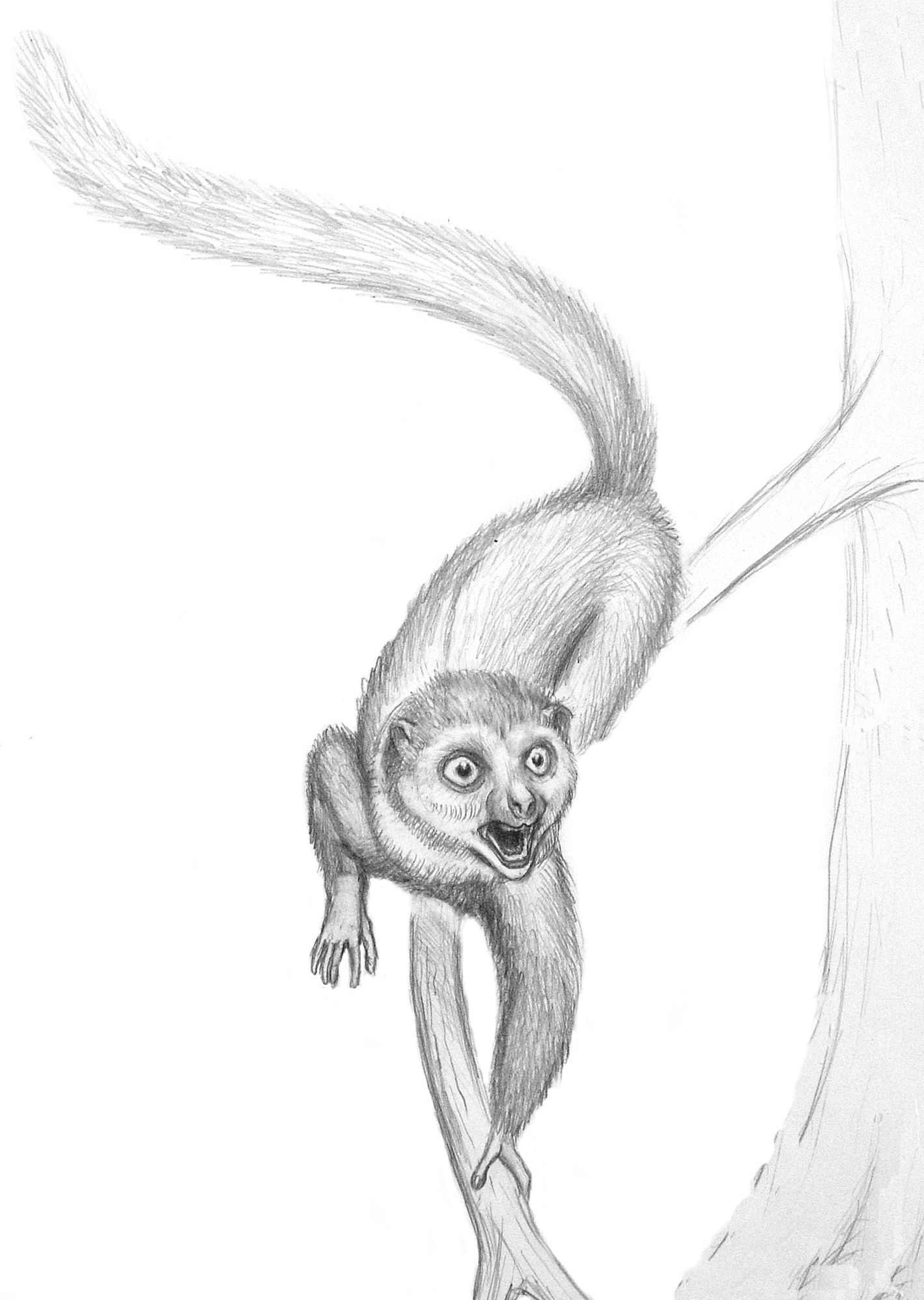

Lo scheletro dell'olotipo, risalente a 47 milioni di anni fa, è completo al 95%, il che lo rende anche il fossile di primate più completo mai ritrovato. Si tratta di una giovane femmina morta entro il primo anno di vita, lunga circa 24 cm, con una coda di 34 cm.
Per gli autori della descrizione, l'animale presenta caratteristiche tali da far supporre che sia una forma di transizione verso gli aplorrini.
Darwinius masillae confermerebbe quindi la teoria di chi sostiene che gli antenati delle scimmie (e dell'uomo) siano da cercare tra gli adapidi. Per i critici di questa teoria, però, le caratteristiche indicate dagli autori potrebbero essere frutto di convergenze evolutive e non sono decisive.

## Biologia

### Alimentazione
Nei resti dello stomaco di Ida sono stati trovati ancora i resti del suo ultimo pasto, a base di vegetali.

### Locomozione
Trattandosi di un primate molto simile agli odierni lemuri, è molto probabile che la sua locomozione fosse altrettanto simile.